# Флаг-футбол
Флаг-футбо́л (англ. Flag football) — версия американского или канадского футбола.
Начиная с 13 октября 2023 года является олимпийским видом спорта.

## Правила
Основные правила игры очень похожи на правила обычного американского футбола, но вместо того, чтобы сбить игрока, во флаг-футболе обороняющаяся команда должна «обесфлажить» (сорвать флаг или выполняющую его роль ленточку) с игрока, владеющего мячом.
Правила широко варьируются в зависимости от лиги, но большинство придерживаются традиционных правил американского футбола с заменой борьбы срыванием флага. Традиционные американские правила футбола часто упрощают, чтобы игра носила более мирный характер и для избегания физического контакта и травм. Как правило, в игре участвует меньшее число игроков.
Флаг-футбол близок к тэг-регби, в котором также исключены захваты игроков и используются «поясные флаги».

## Вариации
У флаг-футбола нет единой регулирующей организации, поэтому правила различаются. В игре могут участвовать от 4 до 9 игроков с каждой стороны, в игре могут участвовать как игроки одного пола, так и разнополые команды, также варьируется размер поля.
Флаг-футбол может быть как контактным, так и бесконтактным, в зависимости от того, разрешён или запрещён физический контакт между игроками (обычно ограничиваются соприкосновениями грудью).

## Соревнования

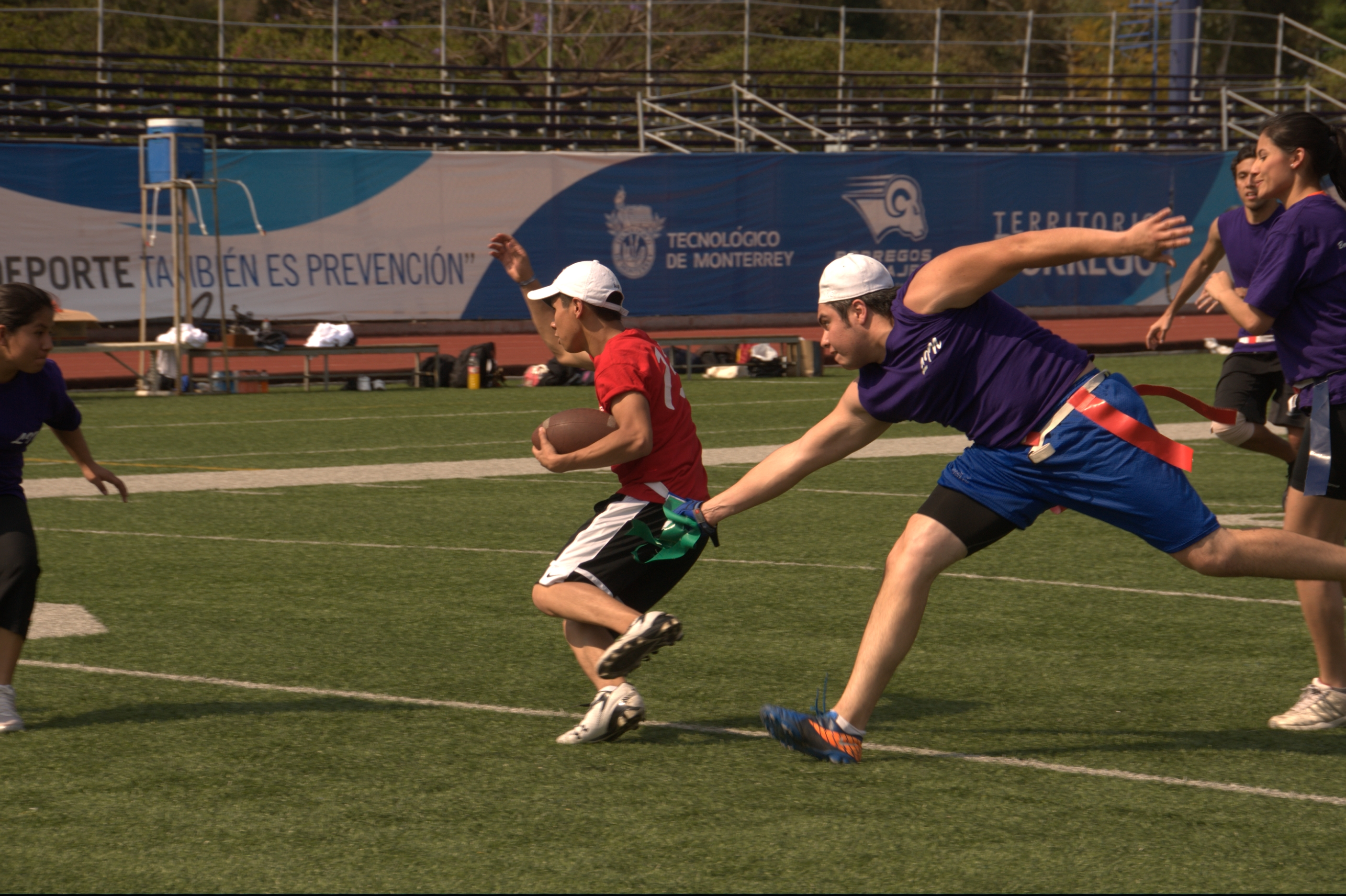
Игрок отбирает флаг противника в игре Monterrey Institute of Technology and Higher Education, Mexico City.

Каждый год под эгидой различных ассоциаций проходят несколько национальных и международных соревнований, а также множество любительских игр между региональными клубами.

### Международная лига
Международная женская флаг-футбольная ассоциация, также известная как IWFFA, проводит флаг-футбольные тренинги и турниры в формате 8 на 8 игроков по всему миру с участниками из США, Канады, Мексики, Швеции, Норвегии, Финляндии, Дании, Исландии, Шотландии и других стран. Организация является самой крупной организацией для женщин и девочек в мире флаг-футбола. Наиболее значимый турнир проводится в феврале в Ки-Уэст (Флорида), называется «Kelly McGillis Classic», где более 90 женщин и девочек участвуют в играх 8 на 8, с разрешённой частичной блокировкой. Каких-либо ограничений для девочек и женщин не существует.
Международный фестиваль по флаг-футболу (IFFF) организует Кубок мира с участием команд из США, Мексики и ряда других стран.
Начиная с 2002 года, Международная федерация американского футбола (IFAF) каждые два года организует IFAF Чемпионат мира по флаг-футболу.

### Северная Америка

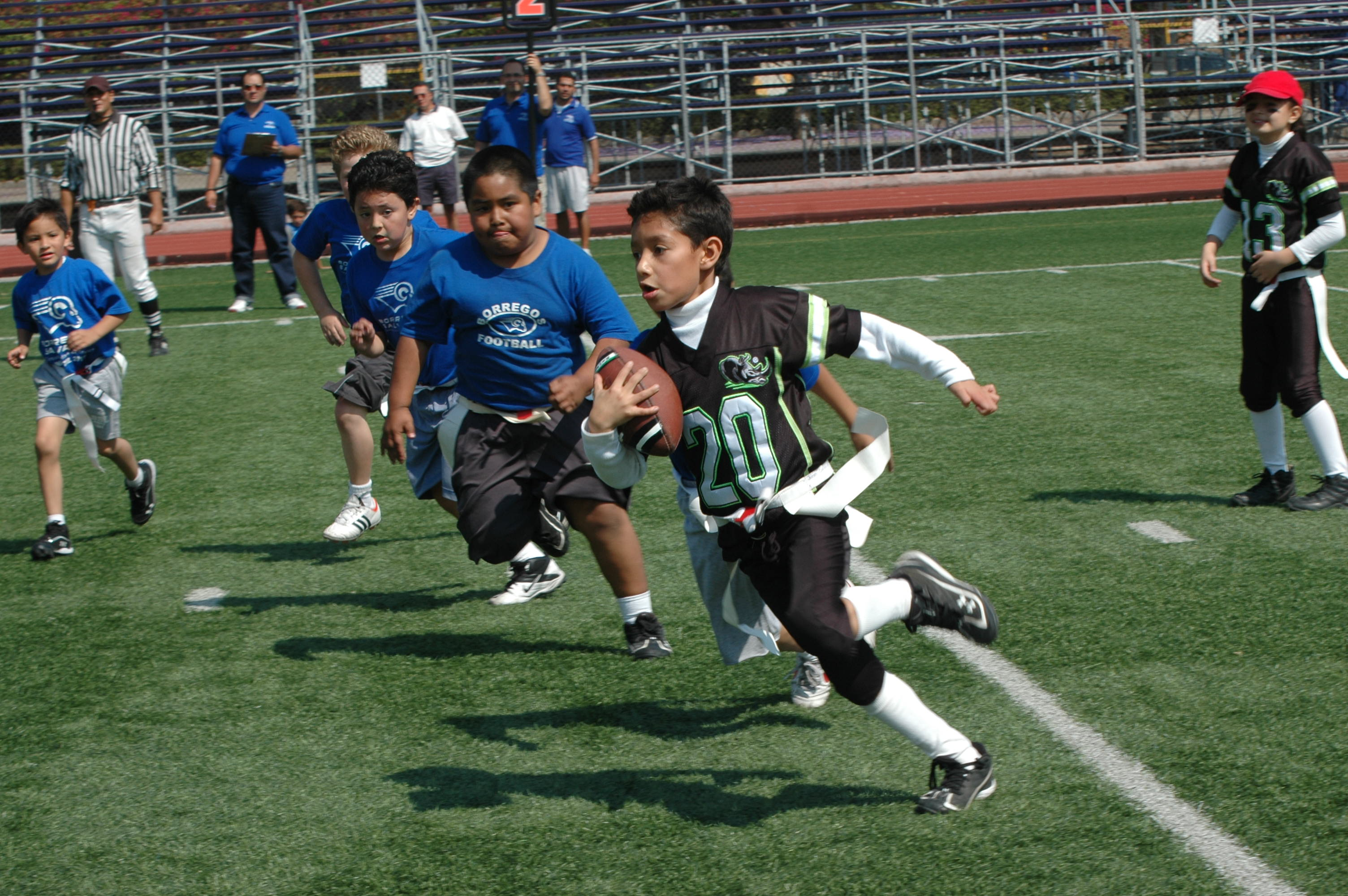
Дети играют в Флаг-футбол в Мехико

Во всех 50 штатах США существуют представительства клубов, городов и прочих муниципальных образований.

### Европа
В Республике Беларусь развитием флаг-футбола заведует Белорусская республиканская федерация американского футбола, которая отвечает за проведение всех турниров. Из турниров выделяются республиканский чемпионат, Кубок Марка Шагала и Кубок Минска.
В Великобритании организатором Флаг-футбольных игр является BAFA Community Leagues. В 2011 году на профессиональном уровне играли 15 команд, разделённые на две региональные подгруппы: Северная (Шотландия) и Южная (Англия и Уэльс). Лига также организует соревнования среди команд молодёжных и кадетских уровней. В Великобритании играют с пятью игроками на каждой стороне без контакта, по правилам IFAF с несколькими незначительными вариациями.
В Германии играют как 5 против 5 так и 9 против 9 игроков. Раньше большинство лиг разных возрастов играло без контакта, в последнее время всё больше игр проводится в соответствии с вышеупомянутыми «контактными» правилами, с разрешённой блокировкой на уровне груди. Большинство команд играют 9 против 9.
В Израиле флаг-футбол организуется и управляется организацией American Football in Israel (AFI). Более пятидесяти команд играют в лигах для взрослых мужчин и женщин, а также молодёжи. Мужская лига играет 6 против 6 по правилам контактного флаг-футбола. Мужские команды соревнуются за чемпионат Holyland Bowl. Женщины и молодёжные лиги играют 5 на 5, бесконтактно. И мужские, и женские сборные Израиля соревнуются в международных турнирах 5 против 5.

### Россия
В России флаг-футбол развивается под эгидой Федерации американского футбола России (ФАФР), как бесконтактный вариант дисциплины. Женские соревнования имеют более целостную структуру. С 2015 года проводятся всероссийские соревнования среди женских команд с достаточно широкой географией. Первоначально главное внутреннее соревнование именовалось как «Кубок России», хотя по своим параметрам и структуре больше походило на чемпионат России. Под таким названием проходил турнир в 2021 году. Мужские команды свой первый всероссийский турнир провели в 2012 году. Основные силы мужского флаг-футбола в России сосредоточены в Москве, где действует флаг-футбольное сообщество Moscow Flag Football Community. Московские мужские команды имеют характерные названия: «Крепкие орехи», «Зюзино Зомбис», «Джек», «Sparrow», что лишний раз подчеркивает их полуофициальный статус. После чемпионата России 2012 года следующий мужской турнир был проведён лишь через девять лет. В 2016 и 2019 годах проходил мужской Кубок России. В 2016—2018 годы в Крыму проводился Кубок России по пляжному флаг-футболу, где были представлены и женские, и мужские коллективы. В обоих турнирах (и мужских, и женских) тон задавали команды из Симферополя и Севастополя.

### Азия
В Корее самым большим турниром является Национальный турнир по Флаг-футболу, который проводит корейская федерация флаг-футбола (KFFF). Она привлекает до 20 команд, от учащихся средних школ до взрослых.
В Индонезии существует индонезийская ассоциация Флаг-футбола (IFFA). Она была создана 14 февраля 2009 года как продолжение своего предшественника, индонезийской лиги по флаг-футболу, которая не функционировала с 2001 года.

## Включение в программу Олимпийских игр
13 октября 2023 года на 141-й сессии исполнительный комитет МОК утвердил включение в программу летних Олимпийских игр 2028 года пяти новых видов спорта, в том числе флаг-футбола. В тот же день Президент МОК Томас Бах сообщил об этом в своём интервью. Таким образом, флаг-футбол официально стал олимпийским видом спорта.